# ميكولاش دزوريندا

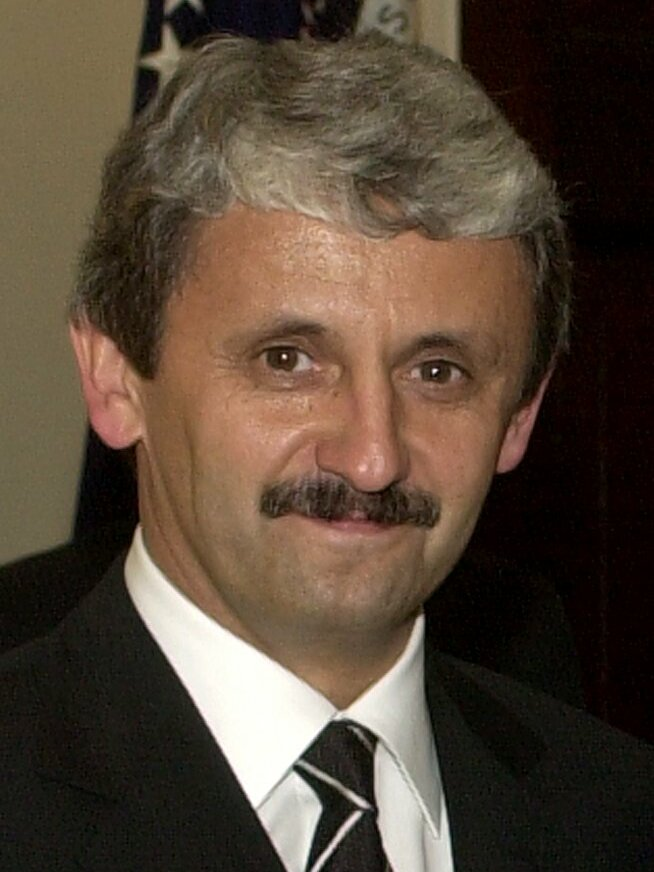
تحرير ميكولاش دزوريندا

ميكولاش دزوريندا (بالسلوفاكية: Mikuláš Dzurinda) (ولد في 5 فبراير 1955)، زعيم "الاتحاد السلوفاكي الديمقراطي والمسيحي - الحزب الديمقراطي" SDKU-DS ورئيس وزراء سلوفاكيا مرتين (1998 - 2002) و(2002 - 2006).

## روابط خارجية
- ميكولاش دزوريندا على موقع IMDb (الإنجليزية)
- ميكولاش دزوريندا على موقع مونزينجر (الألمانية)